# Гороховая каша
Горо́ховая ка́ша (горошница, гороховница) — каша, приготовленная из разваренного гороха с добавлением или без сливочного масла и приправ.
Гороховая каша может быть самостоятельным блюдом (часто употребляется с обжаренным на рафинированном подсолнечном масле репчатым луком, и чёрным перцем), а также использоваться в качестве гарнира к рыбным или к мясным блюдам.

## Национальное блюдо
Гороховая каша является традиционным блюдом в различных национальных кухнях, в том числе в русской и в английской, а также в региональных кухнях — берлинской кухне в Германии, и ньюфаундлендской в Канаде.

## История
Гороховая каша с беконом готовилась в Польше со времён Средневековья. Известно, что горох с беконом был любимым блюдом короля Сигизмунда III. В XVI веке оно было постоянным блюдом на дворянском столе.

## Свойства
Гороховая каша — это диетический продукт, имеет высокую пищевую ценность и калорийность. Используется спортсменами для восстановления сил и вегетарианцами как источник белка и заменитель мяса. Также используется верующими в период религиозных постов, когда доступ к белкам животного происхождения строго ограничен.